# Chico Mário
Francisco Mário de Sousa, mais conhecido como Chico Mário (Belo Horizonte, 22 de agosto de 1948 — Rio de Janeiro, 14 de março de 1988), foi um compositor e violonista brasileiro que desenvolveu um importante trabalho, tanto como compositor quanto como instrumentista. Irmão do cartunista Henfil e do sociólogo Betinho.

## Biografia
Assim como seus irmãos Betinho e Henfil, também Chico Mário herdou da mãe a hemofilia. A doença foi um fator importante para a sua dedicação ao violão (guitarra acústica), durante as longas horas que passou na cama. Chico e Henfil morreram precocemente, com 39 e 43 anos, respectivamente, enquanto Betinho faleceu aos 61 anos, além de os três morrerem vítimas do HIV.
Filho de Henrique José de Souza e Maria da Conceição, a Dona Maria, que ficou conhecida através das Cartas do Henfil no Jornal O Pasquim e na Revista Isto É, tinha sete irmãos: Betinho, Henfil, Glorinha, Filó, Wanda, Tanda e Ziláh.
Graduou-se com uma licenciatura em Economia e fez pós-graduação em Análise de Sistemas.

### Trabalho musical
Começou a estudar violão aos cinco anos de idade. Em 1965, o instrumento já era um elemento central em sua vida, intimamente ligada a sua ativa vida religiosa. Foi estudar violão com Henrique Pinto. Estudou arranjo e harmonia com Roberto Gnattali, que arranjou as músicas do seu primeiro show, Ouro Preto. Em 1978 mudou-se para o Rio. Em 1979, depois de ter sido elogiado por Carlos Drummond de Andrade, Mário gravou seu primeiro disco, Terra, lançado no México com a participação de vários artistas brasileiros, entre eles Joyce, Quarteto em Cy, Antonio Adolfo, Airton Barbosa, Chiquinho do Acordeom.
Criou o Método Musical por Cores para as Crianças, em que as artes dramáticas e música folclórica brasileira desempenham um papel significativo. O método foi adotado em várias escolas de São Paulo. Sua metodologia didática incluía histórias infantis escritas para a revista Recreio bem como a adaptação para seu próprio método musical, de técnicas de dinâmica de grupo
Envolveu-se na primeira fase da produção fonográfica independente no Brasil e foi eleito vice-presidente da Associação de Produtores Independentes Record (APID). No mesmo ano, participou da 12ª edição do Festival de Inverno de Ouro Preto. Seu álbum "Revolta dos Palhaços" foi gravado de forma independente em 1980, com a ajuda de 200 pessoas que compraram o álbum antes da produção. O álbum teve parcerias com poetas Aldir Blanc e Paulo Emílio, Fernando Rios, e Gianfrancesco Guarnieri e convidados especiais, Ivan Lins, MPB-4, Lucinha Lins, Boca Livre, Mauro Senise, Luiz Cláudio Ramos, Danilo Caymmi, Djalma Corrêa, entre outros. Em 1981, representou o Brasil no quinto Festival da Oposição (Festival de oposición), no México. No mesmo ano, gravou "Versos e Viola", com Francisco Julião que havia recentemente retornado do exílio. O álbum foi vetado pela censura da Ditadura Militar no Brasil e nunca chegou a ser lançado. Seguiu-se O instrumental "Conversa de Cordas, Couros, Palhetas e Metais", com a participação de Rafael Rabello, Nivaldo Ornelas, Zeca Assumpção, Antônio Adolfo e Afonso Machado. O álbum foi eleito o melhor álbum de música instrumental brasileira de 1983, sendo premiado com o Troféu Chiquinha Gonzaga. O livro de poemas Painel Brasileiro foi lançado ao mesmo tempo que o álbum.
Em 1984, foi o primeiro colocado no Festival de Ouro Preto com "São Paulo". Dois anos depois, a mesma canção ganhou o prêmio de melhor arranjo no "Festival dos Festivais" em Minas Gerais.
Em 1985, lançou o álbum instrumental "Pijama de Seda". Com sua esposa Nívia, produziu independentemente o álbum "Retratos" (1986), um solo de piano de Radamés Gnattalli que é um projeto de antigos diálogos folclóricos com a modernidade urbana no Brasil.

### Anos finais
Em 1987, Mário ficou sabendo que, assim como seus irmãos Betinho e Henfil, havia contraído o vírus da AIDS em uma das transfusões de sangue a que era obrigado a se submeter periodicamente devido à hemofilia. Mudou-se então para a fazenda da família em Itatiaia onde escreveu seus três últimos trabalhos: "Dança do Mar", "Suíte Brasil" e "Tempo", que foi gravado em outubro com o Quarteto de Cordas Bosísio.
"São Paulo", do álbum inédito "Tempo", conquistou o primeiro lugar no Festival de Inverno de Ouro Preto e foi premiado como o melhor arranjo no Festival dos Festivais (Minas Gerais).
O último show de Chico Mário foi encenado em novembro, no Projeto Suite Brasil, no Parque da Catacumba, Rio de Janeiro. 
Em dezembro de 1987, mais de 30 artistas realizaram, gratuitamente, um concerto no Teatro João Caetano, que levantou fundos para tratamento médico de Mário. Entre eles, Milton Nascimento, Chico Buarque, Gonzaguinha, Dona Ivone Lara, Paulinho da Viola, Emílio Santiago, Joyce, Claudio Nucci, Fagner, Elton Medeiros e Aldir Blanc. Em fevereiro do ano seguinte, músicos de Minas Gerais fizeram o mesmo no Teatro Cabaré Mineiro: entre eles estavam Beto Guedes, Paulinho Pedra Azul, Gilvan de Oliveira, Tadeu Franco, Rubinho do Vale e outros. 

### Discos póstumos
Quando Francisco Mário faleceu, em março de 1988, ele possuía material inédito suficiente para três álbuns. As músicas foram lançadas por sua viúva e produtora Nívia Souza e seus filhos, no álbum Dança do Mar, em um concerto na Sala Cecília Meireles, na qual Rafael Rabello, Antonio Adolfo, Mauro Senise, Rique Pantoja, David Chew, Galo Preto participaram. 
Suíte Brasil foi lançado em 1992 no Centro Cultural Banco do Brasil. Em 1995, três álbuns de Francisco Mário foram lançados em CD pela Caju Music: Conversa de Cordas, Couros, Palhetas e Metais, Pijama de Seda, e Retratos. 
Os álbuns foram também lançados nos Estados Unidos pela "Fantasy". Em 1997, "Terra" e "Dança do Mar" foram lançados em CD, juntamente com uma exposição no Museu de Imagem e do Som do Rio de Janeiro e no CRAV, em Belo Horizonte. Em 1998, o Projeto Francisco Mário - 50 Anos, trouxe uma outra exposição, juntamente com apresentações em vídeo, teatro, show, e leitura de poema. Regina Spósito lançou o CD "Marionetes", em 1999; foi produzido por Marcos Souza e dedicado às obras de Mário. No mesmo ano, o álbum Suíte Brasil foi reeditado pela Funarte / Itaú Cultural / Atração. Chico Mário escreveu três livros: Ressurreição, Como Fazer Um Disco Independente (base do produtor independente), e o livro de poesias Painel Brasileiro.

## Filme
Em 2006, foi lançado o filme Três Irmãos de Sangue, sobre a vida dos irmãos Betinho, Henfil e Chico Mário, e sua participação na história política, social e cultural do Brasil na segunda metade do século XX. Idealizado pelo músico Marcos Souza, filho de Chico Mário, o filme teve direção e roteiro de Ângela Patrícia Reiniger.